# Serge Bimpage
Serge Bimpage, né le 27 février 1951 à Genève, est un écrivain et journaliste suisse.

## Biographie
Il est l'auteur d'une douzaine d'ouvrages remarqués, dont sept romans et deux récits. Parmi ceux-ci Déflagration, drame allégorique sur le destin de la Suisse. La peau des grenouilles vertes, sur l'enlèvement de la fille de Frédéric Dard. La Reconstitution, portrait du père. 
Serge Bimpage a étudié les lettres et la psychologie qu'il a enseignée à l’Université de Genève. Il a travaillé comme journaliste au Journal de Genève, à L'Hebdo et à La Tribune de Genève. 
Il partage son temps entre écriture, voyages et famille. 

## Publications

### Romans
- Déflagration, Éditions de L’Aire. 2020.
- La peau des grenouilles vertes, Éditions de L’Aire. 2015.
- Le Voyage inachevé. Éditions de L’Aire. 2011.
- Pokhara. Éditions de L’Aire, 2006.
- Moi, Henry Dunant, j’ai rêvé le monde. Éditions Albin Michel, 2003. Réédité chez L'Âge d'Homme, édition poche en 2012 avec le soutien de Pro Helvetia.
- Sonia ou l’empreinte de l’amour. Éditions de L’Aire, 1996.
- La Reconstitution. Éditions de L’Aire, 1994. Réédité dans la collection L'Aire bleue en 2007 avec le soutien de Pro Helvetia.

### Récits
L'île pommelée de moutons blancs. Editions Slatkine, 2024.
- La Trattoria della Fontana, récit. Éditions Metropolis, 2000.
- La Seconde mort d’Ahmed Atesh Karagün. Éditions Zoé, 1986.

### Théâtre
- Un Souvenir de Henry Dunant. Inédit, 2022.

### Autres
- Nicolas Binsfeld. Monographie sur l’œuvre du peintre. Éditions Art in Belgium, 2004.
- Un autre portrait de Genève, in Voyage en Ville d’Europe, collectif. Éditions Metropolis, 2003.
- Les visiteurs de la Suisse. Monographie sur l’œuvre du photographe Jean-Pierre Grisel. Éditions Slatkine, 1999.

## Récompenses
- 2003 Prix de la Société littéraire de Genève en 2003 pour Moi, Henry Dunant j’ai rêvé le monde[1]. Médaille de la Croix-Rouge Suisse.
- 2008 Sélectionné pour le Prix des Salons du Livre Genève-Montréal pour Sonia ou l’empreinte de l’amour.
- Le Voyage inachevé a été sélectionné pour le Prix des Auditeurs de la RSR 2012[2].